# Cal Carnisser Nou
Cal Carnisser Nou és un edifici de Calafell (Baix Penedès) protegit com a bé cultural d'interès local.

## Descripció
Es tracta d'un edifici de planta rectangular, amb la façana principal al costat nord-est, que consta de planta baixa i dues plantes altes. La planta baixa, la qual ha estat molt reformada. A les plantes altes hi ha un balcó amb llosana de pedra, la del segon pis amb cartel·les, i barana de ferro. Sobresortint del parament, a l'altura dels trespols, hi ha una faixa horitzontal i, a la part superior, una cornisa motllurada. A la planta baixa hi ha un revestiment de rajoles amb un sòcol de plaques irregulars de pedra, del segle xx. La resta de la façana és arrebossada i pintada de color blanc. Hi ha una cadireta de suport d'una línia elèctrica.
A la part posterior d'aquest cos principal hi ha altres edificacions que donen al carrer de la Barceloneta, algunes de les quals són el resultat d'ocupar part del pati existent en aquesta zona de la finca. Alguns dels murs contenen obertures de pedra tallada, algunes de les quals estan tapiades.
El sistema constructiu és de tipus tradicional a base de murs de càrrega i sostres unidireccionals. Els murs són, probablement, de maçoneria unida amb morter de calç. Hi ha elements de pedra tallada d'origen local.